# Chanas
 Chanas  es una población y comuna francesa, en la región de Ródano-Alpes, departamento de Isère, en el distrito de Vienne y cantón de Roussillon.

## Demografía
| 1288 | 1373 | 1449 | 1482 | 1725 | 1929 |
| Para los censos de 1962 a 1999 la población legal corresponde a la población sin duplicidades (Fuente: INSEE [Consultar]) |      |      |      |      |      |